# Dodge C Series
 (novembre 2021).
Les Dodge C Series sont une gamme de pick-ups vendus par Dodge de 1954 à 1960. Elle a remplacé les pick-ups Dodge B Series et a finalement été supplantée par la Dodge D Series, lancée en 1961.
Contrairement au B Series, qui était étroitement lié aux camions d'avant-guerre de Dodge, le C Series était une refonte complète. Dodge a continué la tradition des cabines à haute visibilité « pilot house » avec un pare-brise enveloppant introduit en 1955. Une transmission automatique à deux vitesses «PowerFlite» était nouvellement disponible cette année-là.
Chrysler a appelé les pick-ups Dodge à moteur Hemi « Power Giant » en 1957, et a introduit la direction et les freins assistée, une boîte automatique à trois vitesses et un système électrique de 12 volts.
De 1957 à 1959, Dodge propose le pick-up Sweptside, un rival du Chevrolet El Camino Cameo Carrier, mais il n'est jamais devenu un pick-up à succès. Une benne de chargement « Sweptline » à côtés plats (et donc plus larges) est arrivée en 1959. La société a aussi adopté le système de numérotation standard des pick-ups, également utilisé par Ford et GM à l'époque. Ainsi, un Dodge de ½ tonne s'appelait désormais le D100. Une version « Utiline » à carrosserie traditionnelle séparée a également été construite, avec un poids total autorisé en charge de 9 000 lb (4 100 kg).
Moteurs (pick-ups légers) :
- 1957-1960 : Six cylindres en ligne Flathead de 120 ch (89 kW)
- 1959 : V8 FirePower de 172 ch (128 kW)
- 1957-1959 : V8 Red Ram de 204 ch (152 kW)
- 1959 : V8 A-type de 200 ch (150 kW)

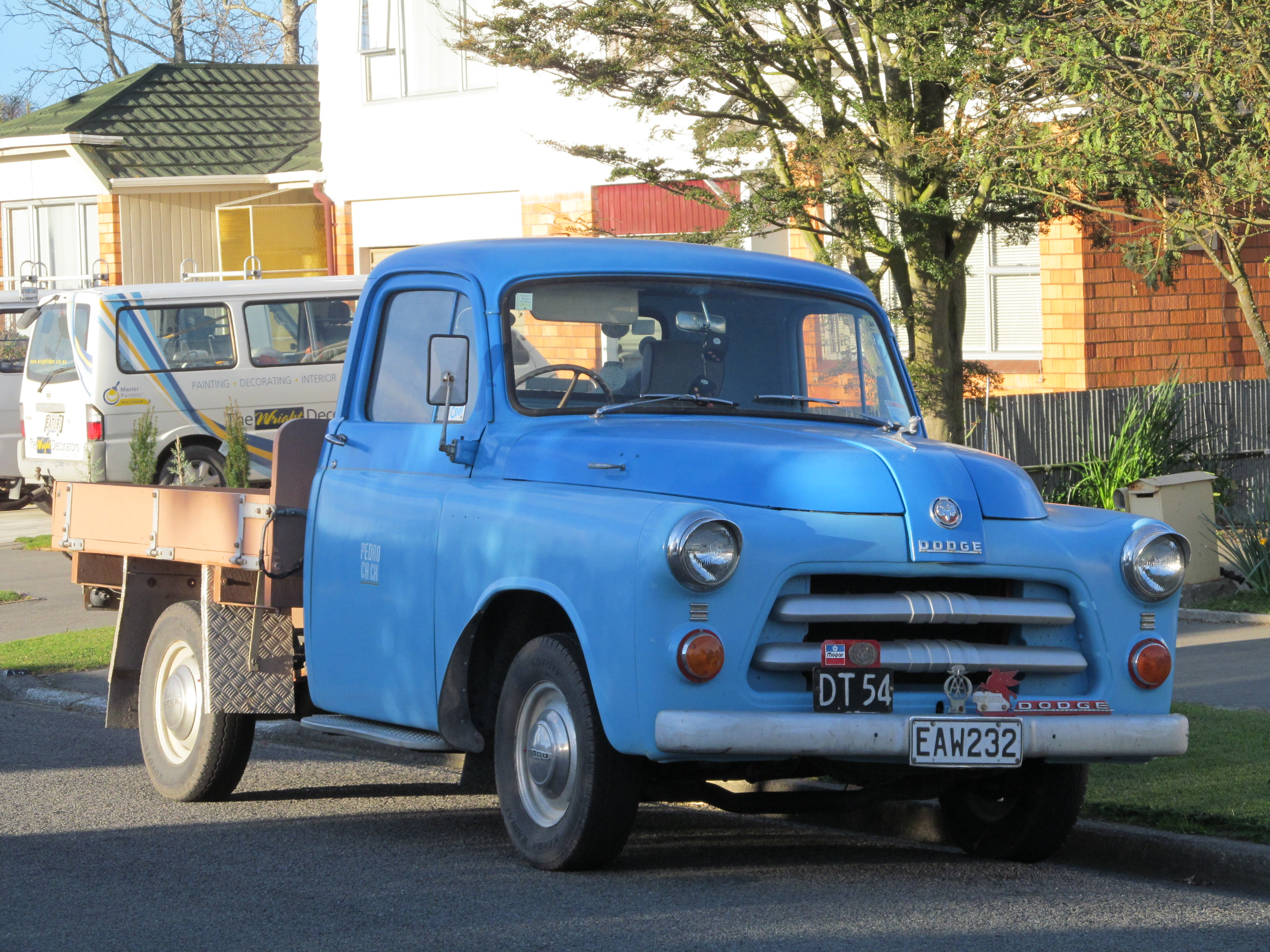
Modèle 1954–56.
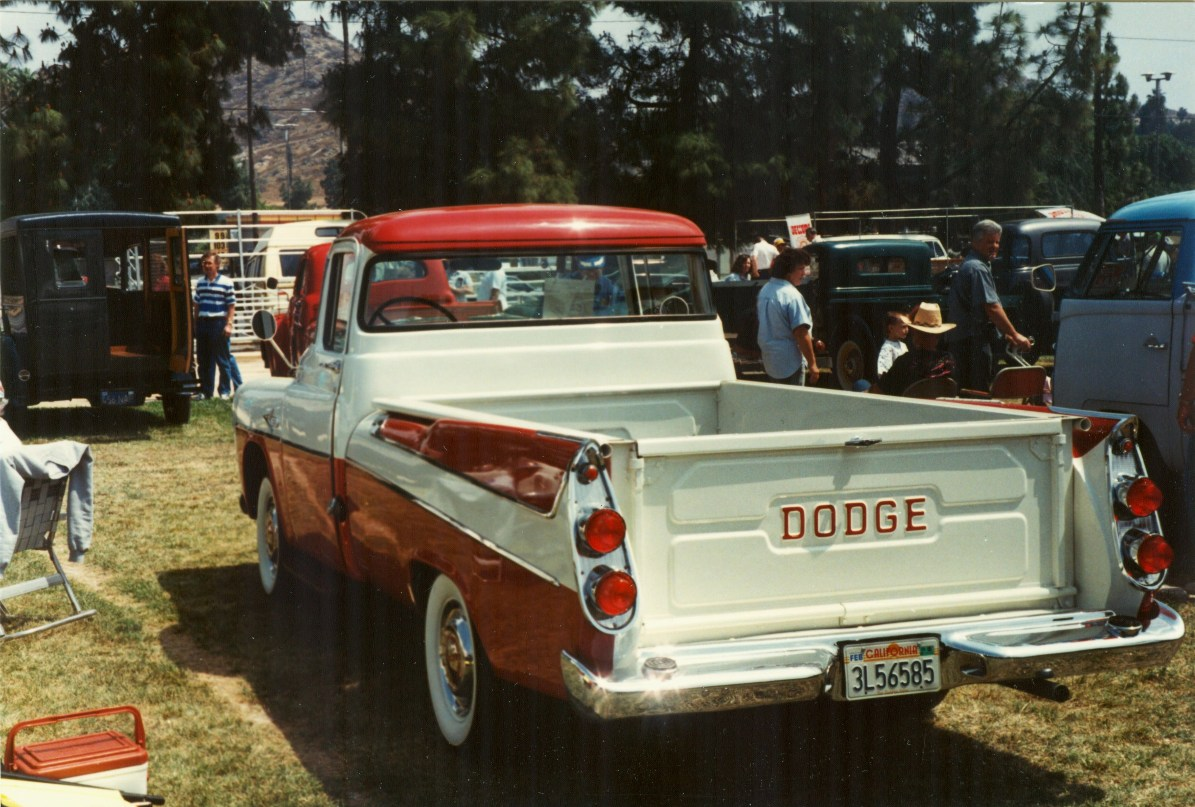
Modèle 1957 (Sweptside).
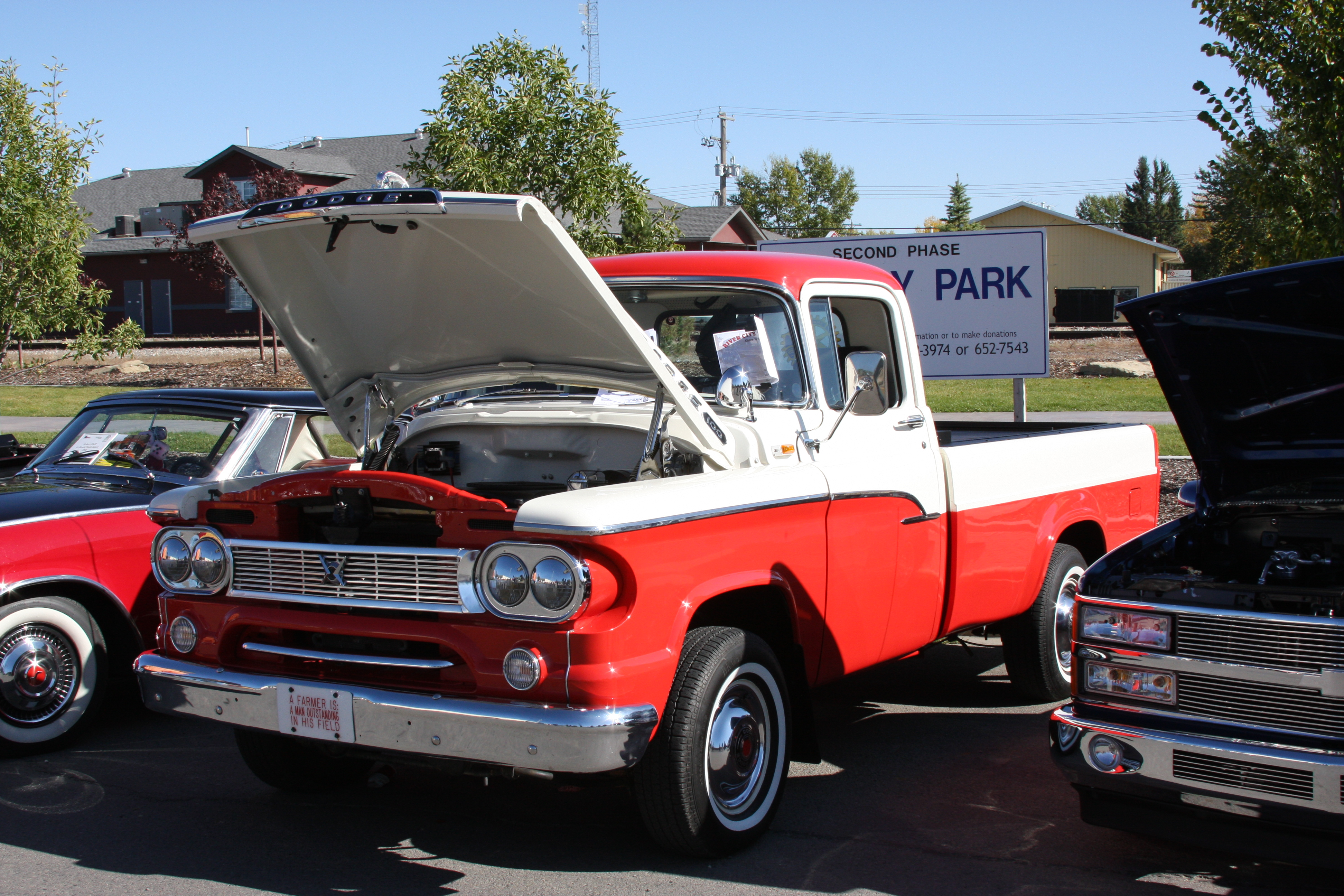
Modèle 1958–60.

## C Series de charges moyennes / lourdes
Article principal: Dodge LCF Series
Puisqu'il utilisait toujours la cabine de conception ancienne, le nom C Series a été conservé pour la gamme de camions moyens et lourds de Dodge (mieux connue sous le nom de LCF Series) jusqu'à l'année modèle 1975, longtemps après que la plupart des autres pick-ups de Dodge furent passés à la nouvelle désignation D Series.